# Tomasz Włodkowski
Tomasz Włodkowski (ur. 10 listopada 1958 we Wrzącej) – polski dziennikarz i pisarz związany ze środowiskiem łódzkim.

## Życiorys
Ukończył kierunek historii na Wydziale Historyczno-Filozoficznym Uniwersytetu Łódzkiego. Był współpracownikiem tygodnika Odgłosy i w latach 1989-1990 dziennikarzem Wiadomości Skierniewickich; od roku 1990 do 2009 dziennikarzem i redaktorem łódzkiego dodatku Gazety Wyborczej. 

### Życie prywatne
Jest synem Lucjusza Włodkowskiego – dziennikarza i redaktora naczelnego „Głosu Robotniczego”.

## Książki
- Noże (2021), Wydawnictwo Kusiński, Łódź, - akcja tej powieści dzieje się na Wołyniu w 1943 roku i na ziemiach przyłączonych do Polski w 1945.

- Zła dzielnica (2021), Wydawnictwo Kusiński, Łódź - opowieść o ludziach żyjących na Bałutach, największej i najbardziej znanej w Polsce dzielnicy Łodzi[1].